# Simulium bifila
Simulium bifila es una especie de insecto del género Simulium, familia Simuliidae, orden Diptera.
Fue descrita científicamente por Freeman & Meillon, 1953.